# Pancratium parvum
Pancratium parvum är en amaryllisväxtart som beskrevs av Nicol Alexander Dalzell. Pancratium parvum ingår i släktet Pancratium och familjen amaryllisväxter. Inga underarter finns listade i Catalogue of Life.

## Bildgalleri

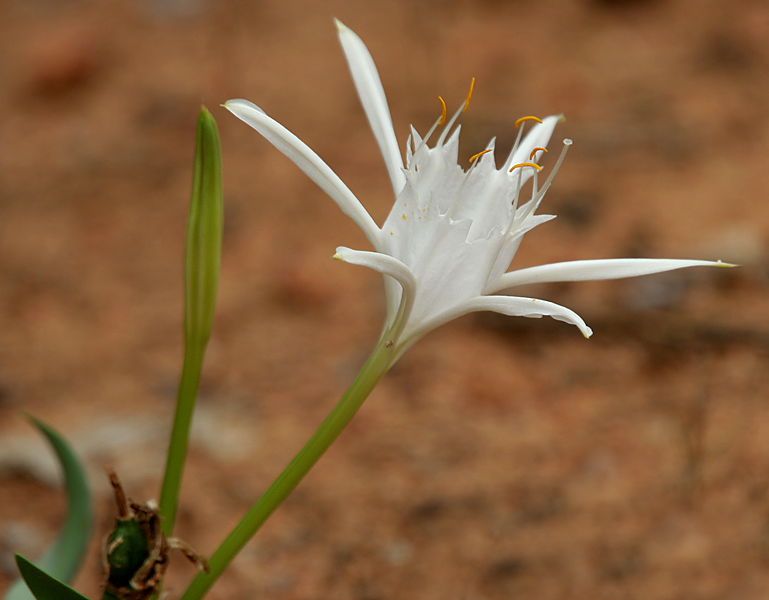
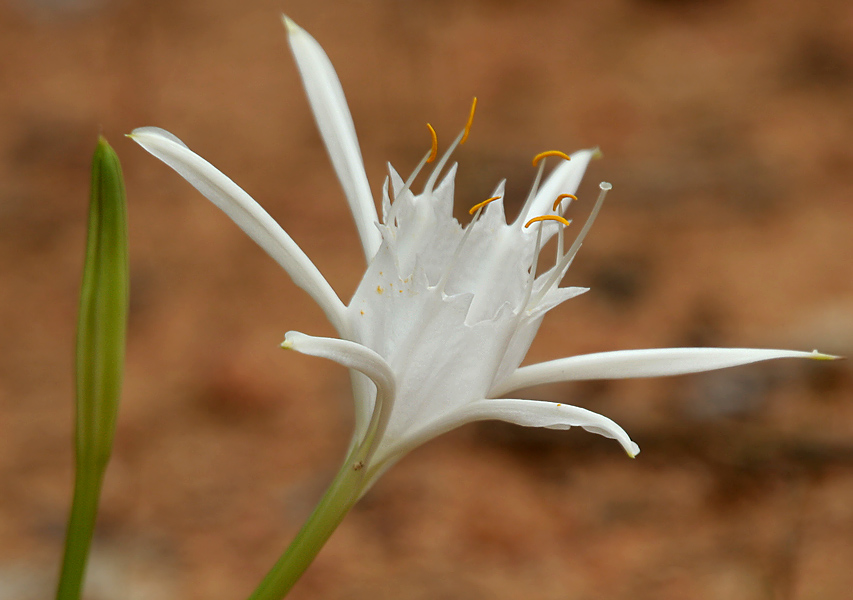
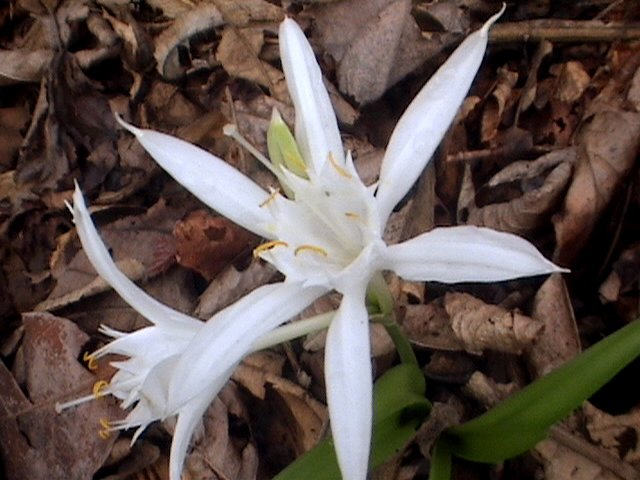